# 国立交通大学贵州分校
国立交通大学贵州分校，是指1938年至1945年期间时的一所交通大学，为抗日战争时期，北京交通大学及西南交通大学合并办学的名称。
1938年，因为日军占领北平和唐山时期，两所交大开始交通大学第一次南迁。同年2月，交通大学北平铁道管理学院迁往至楊家灘，暂时與唐山工學院合併上課。同年冬，再迁往貴州平越，為交通大學貴州分校。1944年，再次迁往四川璧山，直至抗日战争结束，师生遂北返。后两校分别改为国立唐山工学院、国立北平铁道管理学院。